# Ceradenia fragillima
Ceradenia fragillima är en stensöteväxtart som först beskrevs av Edwin Bingham Copeland, och fick sitt nu gällande namn av Luther Earl Bishop. Ceradenia fragillima ingår i släktet Ceradenia och familjen Polypodiaceae. Inga underarter finns listade.